# Борангар
Боранга́р (крим. Boranğar; до 1950-х років — Краснопартизанська, в 1950-х — 2023 роках — Красний Партизан) — село в Україні, у Янтарненській сільській раді Курманського району Криму. Населення — 796 осіб (2001).

## Географія
Село Борангар розташоване в центрі Курманського району, у степовому Криму, висота над рівнем моря — 53 м. Найближчі сусідні населені пункти: села Полтавка (4,7 км на південь), Янтарне (за 1,5 км на північ) та Удачне (за 5 км на схід). Відстань до районного центру — близько 11 км. В селищзалізнична станція — в селищі.

## Історія
Історія села почалася з відкриттям залізничної станції Краснопартизанська (до 1952 року —Ташли-Даір) Кримської дирекції Придніпровської залізниці, селище при якій також називалося Краснопартизанська. У період з 1954 по 1968 роки селище отримало назву Красний Партизан і в ті ж роки до селища приєднано село Костянтинівку (до 18 травня 1948 року — Борангар).
У 2015 році село було внесено до переліку населених пунктів, які потрібно перейменувати згідно із законом «Про засудження комуністичного та націонал-соціалістичного (нацистського) тоталітарних режимів в Україні та заборону пропаганди їхньої символіки». У 2023 році перейменоване в Борангар.
7 вересня 2023 року, відповідно Закону України 3334-IX «Про внесення змін до деяких законодавчих актів України щодо вирішення окремих питань адміністративно-територіального устрою Автономної Республіки Крим», Красногвардійський район перейменований в Курманський район.